# Marcelândia
Marcelândia là một đô thị thuộc bang Mato Grosso, Brasil. Đô thị này có diện tích 12294,144 km², dân số năm 2007 là 14080 người, mật độ 1,15 người/km².